# Schipsloot (Opsterland)
De Schipsloot (Fries en officieel: Skipsleat) is een kanaal in de gemeente Opsterland in de Nederlandse provincie Friesland.

## Beschrijving
De Schipsloot in de gemeente Opsterland heeft een lengte van circa 2,7 km en loopt van het Polderhoofdkanaal bij Nij Beets naar de Nieuwe Vaart bij de buurtschap Uilesprong. Het kanaal diende voor de afvoer van turf uit het Friese veengebied.
In de tweede helft van de 20e eeuw verloren zowel het Polderhoofdkanaal als de Schipsloot hun oorspronkelijke functie. De beide sluizen werden gedempt. In 2015 zijn de beide kanalen weer opengesteld voor de recreatievaart met een diepgang tot 90 centimeter. De gerestaureerde zuidelijke sluis kreeg de naam Schouwstraslûs, vernoemd naar een vroegere sluiswachter Klaas Schouwstra. Via deze sluis is de verbinding met de Nieuwe Vaart hersteld. Op deze wijze kan de pleziervaart de Turfroute bereiken.
In 2016 werd bij de Schouwstraslûs een kunstwerk van cortenstaal aangebracht met daarop de tekst van het gedicht "Tijd en ruimte" van de Friese dichteres Baukje Koolhaas.

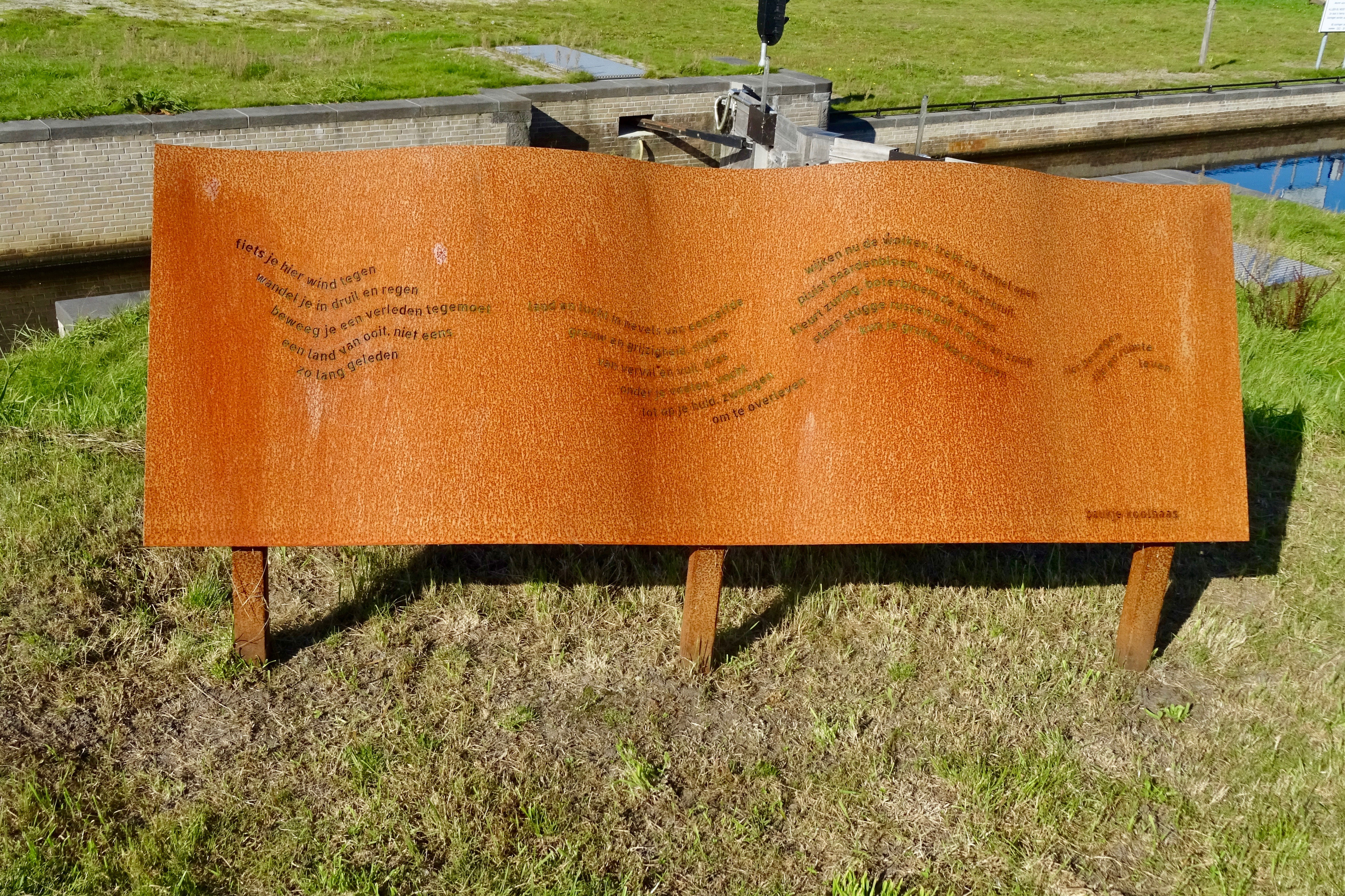
Gedicht Baukje Koolhaas bij Schouwstraslûs